# Kapuzinerkloster Dieburg

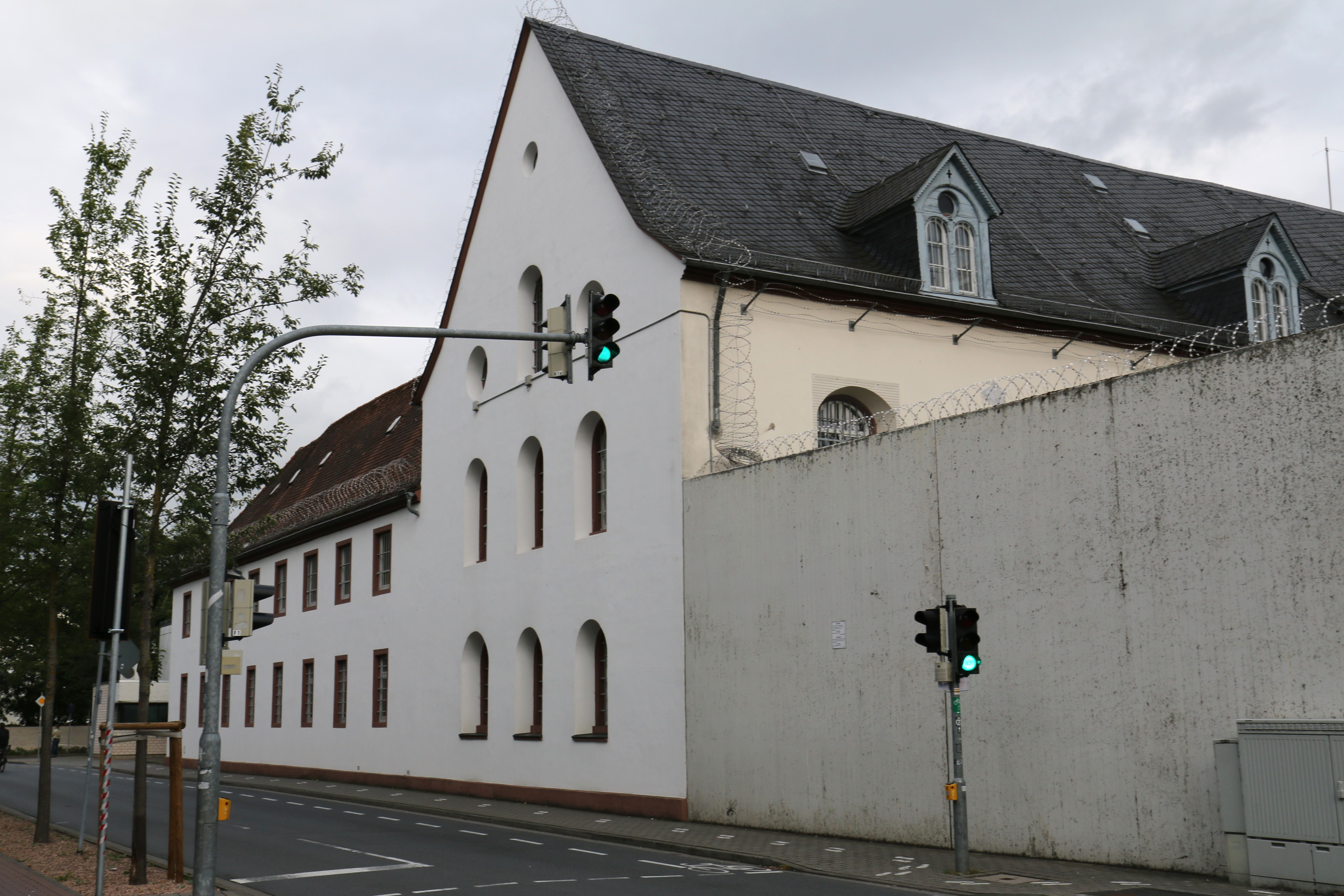
Ehemaliges Kapuzinerkloster Altstadt (bis 1822), heute JVA Dieburg

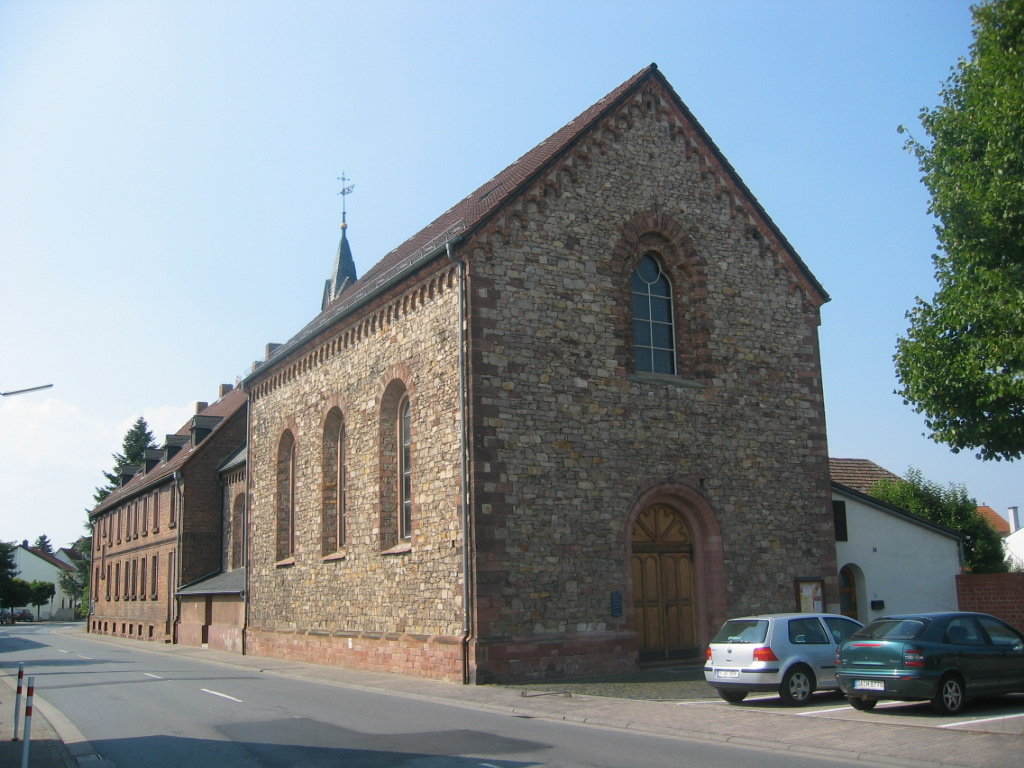
Ehemaliges Kapuzinerkloster im Minnefeld (1866–2012)

Das Kapuzinerkloster Dieburg war ein Kloster der Kapuziner in der südhessischen Stadt Dieburg. Bis 2012 war das Kloster Teil der Rheinisch-Westfälischen Ordensprovinz.

## Geschichte
Nach dem Schluss des Westfälischen Friedens schenkte der Mainzer Kurfürst Johann Philipp von Schönborn den Kapuzinern ein Kloster in Dieburg, das 1692 unbewohnbar wurde. Daher errichteten die Kapuziner in der Vorstadt an der Wallfahrtskirche einen neuen Konvent, der für seinen Wein- und Hopfenanbau bekannt war. Dieser Konvent wurde nach dem Frieden von Lunéville entschädigungslos aufgehoben. Wie viele Klöster beherbergte es eine Lateinschule, bot allgemeinen Schulunterricht und ein theologisches Studium an. Das Gebäude diente vorübergehend auch immer wieder als Lazarett, so während des Ersten Koalitionskriegs 1794 und während der Befreiungskriege 1813. Im Jahr 1822 mussten die letzten Brüder das Kloster verlassen, da das Klostergebäude in ein Gefängnis umgewandelt wurde.
Im Jahr 1860 errichtete der Orden auf Einladung von Bischof Wilhelm Emmanuel von Ketteler erneut einen Konvent. Der Bau einer neuen Klosterkirche dauerte noch bis 1868; sie wurde dem Patrozinium des heiligsten Herzens Jesu unterstellt. Der Neubau wurde durch Geländeankauf des Mainzer Domkapitulars Christoph Moufang ermöglicht, es wurde auf dem Gelände des ehemaligen Wolfenstetter'schen Anwesens errichtet.
Das Kapuzinerkloster war von 2006 bis 2009 Zentrum für Berufungspastoral der Provinzverwaltung der rheinisch-westfälischen Ordensprovinz. In dieser Zeit leitete Br. Paulus Terwitte OFMCap die Gemeinschaft. Mit einem Vespergottesdienst am Sonntag, den 25. November 2012 verabschiedeten sich die Kapuziner aus Mangel an Nachwuchs aus Dieburg. Mit der Auflassung des Dieburger Konvents haben die Kapuziner keine Niederlassungen mehr im Bistum Mainz.
Seit August 2018 finden in der Klosterkirche Sonntags um 10:00 Uhr russisch-orthodoxe Gottesdienste statt (Russisch-orthodoxe Gemeinde des Heiligen Luka).